# May and December
Pour plus de détails, voir Fiche technique et Distribution.
May and December est un film muet américain réalisé par Burton L. King et sorti en 1913.

## Fiche technique
- Titre : May and December
- Réalisation : Burton L. King
- Scénario :
- Producteur : Thomas H. Ince
- Société de production : Broncho Film Company
- Société de distribution : Mutual Film
- Pays de production :  États-Unis
- Langue : Anglais
- Métrage : 600 m
- Format : Noir et blanc — 35 mm — 1,33:1 — Muet
- Genre : Film dramatique
- Durée : 20 minutes
- Date de sortie : 
  - États-Unis : 7 septembre 1913